# حسين أباد السفلي (اسماعيلي كرمان)
حسین أباد السفلی (بالفارسية: حسین‌آباد سفلی) هي قرية تقع في إيران في منطقة إسماعيلي. يقدر عدد سكانها بـ 462 نسمة .